# Maison des Templiers (Salers)
Pour les articles homonymes, voir maison des Templiers.
La maison des Templiers est une maison située en France sur la commune de Salers, en région Auvergne-Rhône-Alpes.

## Localisation
Le monument se trouve rue des Templiers dans le centre de Salers.

## Historique
Abritant le musée de l'histoire de Salers, cette demeure bourgeoise Renaissance présente des expositions sur les traditions populaires, les « Chevaliers de Malte » et la mémoire du commandeur de Mossier, tout en mettant en valeur des sculptures gothiques, des meubles des XVIIIe et XIXe siècles, ainsi qu'une apothicairerie classée à l'inventaire supplémentaire des monuments historiques.

### Protection
La maison est inscrite au titre des monuments historiques par arrêté du 19 mai 1927.